# 石鎚山
石鎚山（いしづちさん、いしづちやま）は、四国山地西部に位置する標高1,982 mの山で、愛媛県西条市と久万高原町の境界に位置し、近畿以西を「西日本」とした場合の西日本最高峰である。
石鉄山、石鈇山、石土山、石槌山とも表記され、伊予の高嶺とも呼ばれる。『日本霊異記』には「石槌山」と記され、延喜式の神名帳（延喜式神名帳）では「石鉄神社」と記されている。前神寺および横峰寺では「石鈇山（しゃくまざん）」とも呼ぶ。

## 概要

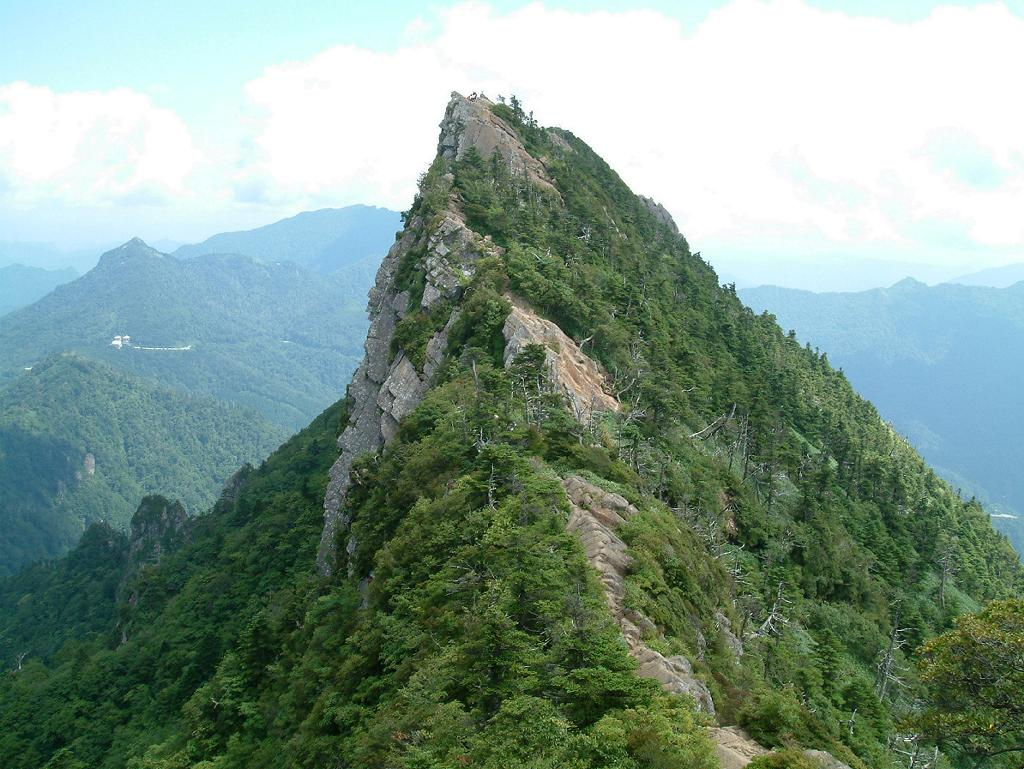
最高地点の天狗岳

石鎚山は、山岳信仰（修験道）の山として知られる。日本百名山、日本百景に加えて日本七霊山のひとつとされており、霊峰石鎚山とも呼ばれる。石鎚山脈の中心的な山であり四国百名山1番、1955年11月1日には石鎚国定公園に指定されていて、また、2018年6月には四国八十八景64番に西日本最高峰からの眺望が選定されている。
最高峰に位置する天狗岳（てんぐだけ、標高1,982 m）・石鎚神社山頂社のある弥山（みせん、標高1,974 m）・南尖峰（なんせんぽう、標高1,982 m）の一連の総体山を石鎚山と呼ぶ。その三峰を頭部に三角点山（下記）を胸部に見立て、星が森からは涅槃弘法大師の姿と、西条市北部からは涅槃釈迦の姿といわれてきた。
三角点は天狗岳や弥山には設置されておらず、弥山の北西にある1,920.63 mのピークに三等三角点「石鎚山」が設置されていて三角点山また北岳と呼ばれている。石鎚山系の一等三角点「面河山」は南西側の二ノ森山頂（1,929.24 m）に設置されている。
愛媛県地域産業資源の促進に関する地域産業資源に登録されている。

### 山名の由来
かつて石土山と呼ばれた笹ヶ峰、瓶ヶ森から授かったとされている。古くから修験道の山として知られており、山のかたちが石でできた剣である「石鎚」に似ていたことが由来などの伝承もある。

### 伝説
伊曽乃の女の神が石鎚山の男の神に求婚した際に、石鎚山の神は「修行せねばならず、山から3個の石を投げるので、落ちたところで待て」と言い、その石の落ちたところが伊曽乃神社だとされる。

## 地質
新第三紀の1500万年前ごろまで、火山として活動しており、山体は三波川変成帯を覆う、安山岩からなる。この安山岩は山頂の南側の面河渓を中心とする直径約7 kmに分布しており、カルデラを形成していた。ちなみに、このカルデラは日本で一般的なじょうご型カルデラではなく、環状割れ目噴火によるバイアス式カルデラである。約2万年前の最終氷期にこの辺りは周氷河作用がはたらき、岩石が砕かれ岩稜の山が形成されたと推定される。

## 動植物
石鎚山及びその周辺の森林は、暖帯林（カシ林）から温帯林（ブナ林）、標高1,700メートル以上の亜寒帯林（ダケカンバ林、シラビソ（シコクシラベ）林）と変化に富んでいる。この亜高山帯針葉樹林は日本最南端のものであり、多様な動物相を呈しており、クマタカやハヤブサ、ヤマネなどの生息地として重要であることから、国指定石鎚山系鳥獣保護区（大規模生息地）に指定されている（面積10,858ha、うち特別保護地区802ha）。また林野庁の森林生態系保護地域にも指定されている。

### 石鎚山を模式産地とする生物
- イシヅチトゲアシイエバエ　Phaonia ishizuchiensis Shinonaga et Kano, 1971 イエバエ科トゲアシイエバエ亜科
  - 1969年（昭和44年）6月29日、篠永哲採集の1雄標本をホロタイプ、4雄標本をパラタイプに指定して新種記載された

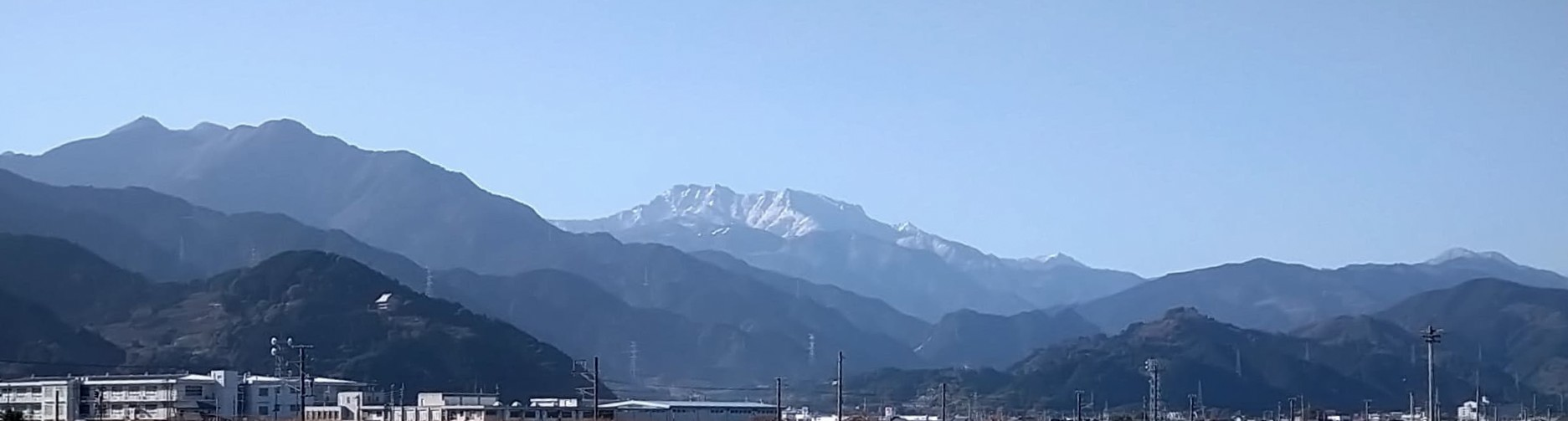
中央に石鎚山が鎮座する。左手前に櫛ヶ峰1112m、右端奥に三ヶ森1387m

## 山岳信仰

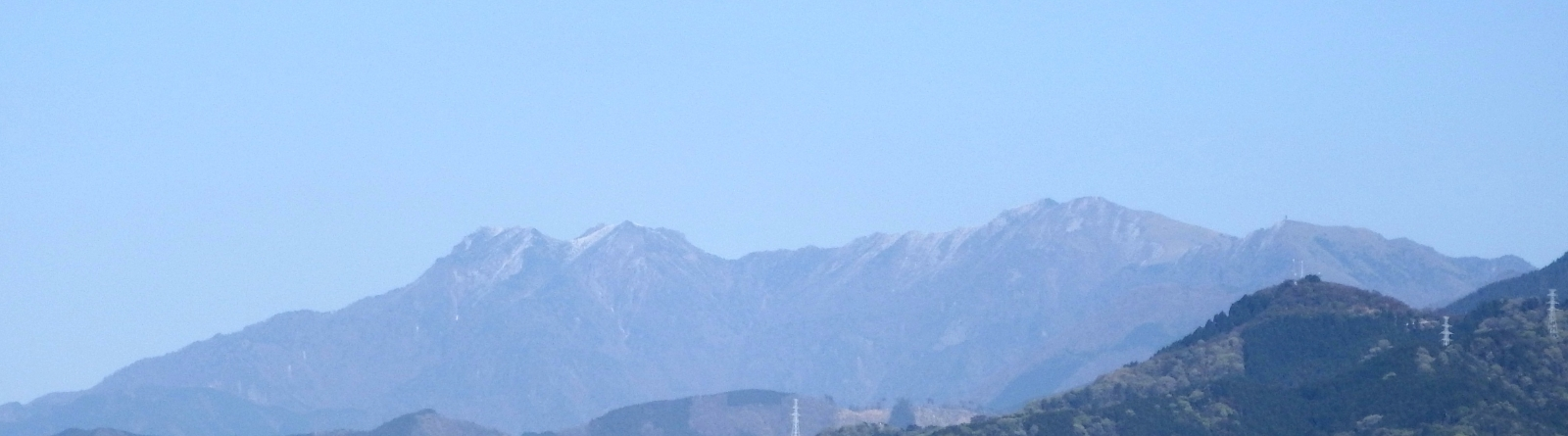
当山を松山側から（川内IC付近より）

石鎚山はまだ山岳が仏教の影響を受けない古くから石鎚神のいます山としてあがめられた名山で、石鎚の古名はイワツチであって、そのツチは南洋系語のチュチで長老を意味し、岩山の頭目という意味でイワツチと呼ばれ、頂上付近の露岩からきたものである。山岳信仰の山とされ奈良時代には修行道場として知れ渡り、役小角や空海も修行したとされ山岳仏教や修験道が発達し、信仰の拠点として石鎚神社、前神寺、極楽寺、横峰寺がある。（石鎚神社中宮成就社のある成就は明治初期の神仏分離以前は常住と呼ばれていた。）
古代の石鎚山は笹ヶ峰、瓶ヶ森および子持権現山が石鈇信仰の中心であったとする説、あるいは現在の石鎚山と笹ヶ峰の東西2つの霊域を想定する説がある（新居浜市の正法寺では奈良時代の石鎚山が笹ヶ峰を指していたことに基づき、現在でも石鎚権現の別当として毎年7月に笹ヶ峰お山開き登拝が行われている。）。
開山の伝承として、657年に役の行者とその供をした法仙が龍王山（瓶ヶ森の中腹標高840 m辺り）で修行のすえ石土蔵王権現を感得して天河寺を開創する。法安寺（愛媛県西条市小松、飛鳥時代創建）の住職である石仙により横峰寺が開かれ当山中腹の常住に前神寺の前身となる堂が造られた。その後、石仙（灼然）の弟子でもあり笹ヶ峰開山や後に天皇家より菩薩号を賜る事となる上仙（伊予国神野郡出身）が石鎚蔵王大権現を称え開山へと導く。737年に石土蔵王権現はさらに高い瓶ヶ森の絶頂に祀られ宮とこと呼ばれ、753年には芳元が熊野権現を勧請した。その山は石土山と云われていて、天河寺はその別当として栄えた。そして、828年には、瓶ヶ森より石土山を現在の石鎚山へ光定（伊予国風早郡出身）により移され、石鈇山と呼ばれるようになる。
平安時代前半には神仏習合が行われたとされ、山岳信仰特有の金剛蔵王権現および子持権現が祀られた。そして、桓武天皇（782年〜805年）が自身の病気平癒祈願と平安京奉謝などの成就をしたことにより、国司に命じ常住に七堂伽藍を建て勅願寺とし「金色院前神寺」の称号を下賜された。天正年間には河野通直、村上通聴が社領、1610年（慶長15年）には豊臣秀頼が社殿を前神寺に寄進した。寛文年間には小松藩主一柳氏、西条藩主松平氏の帰依により社殿が整備された。

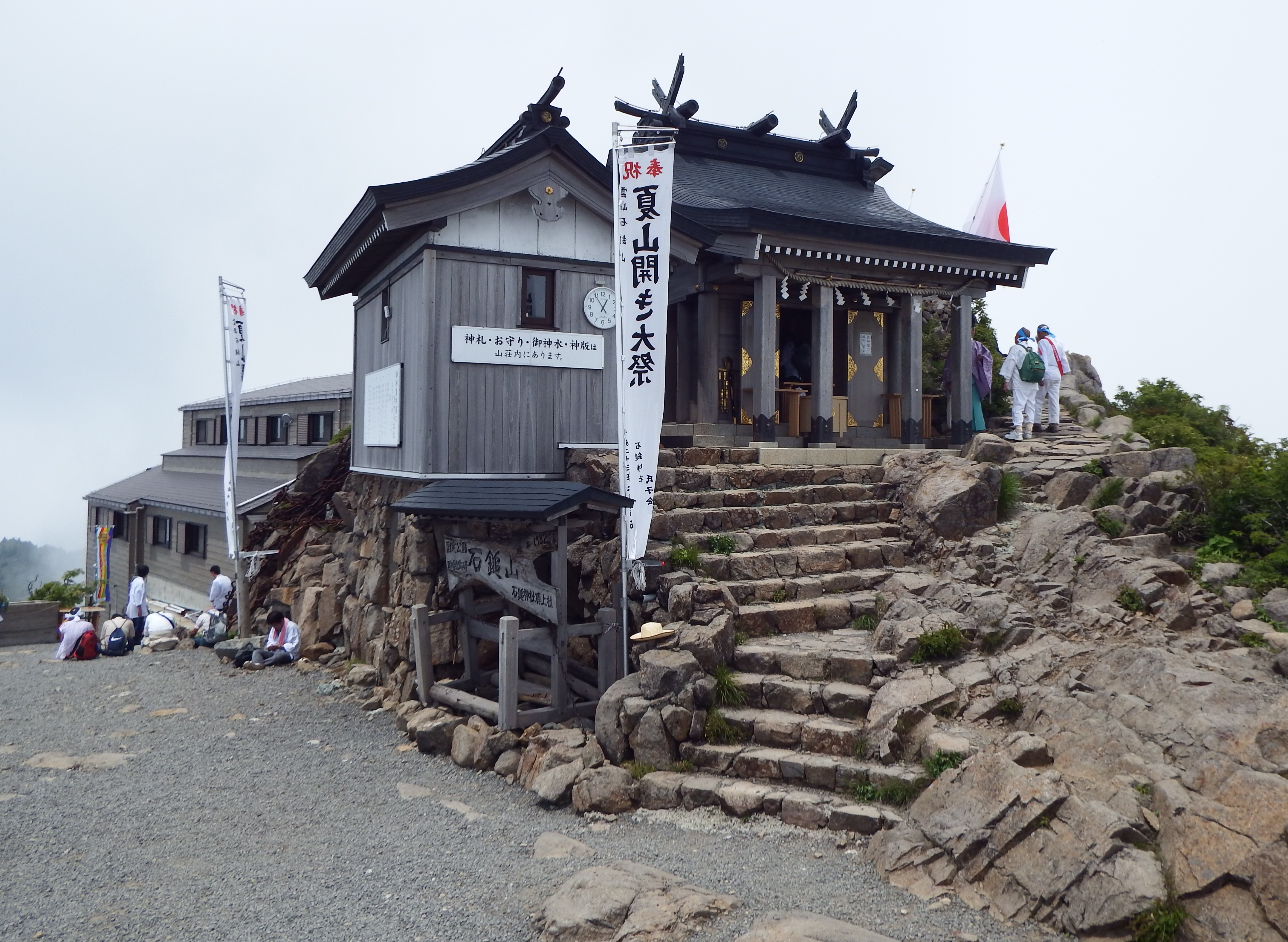
弥山の石鎚神社山頂社

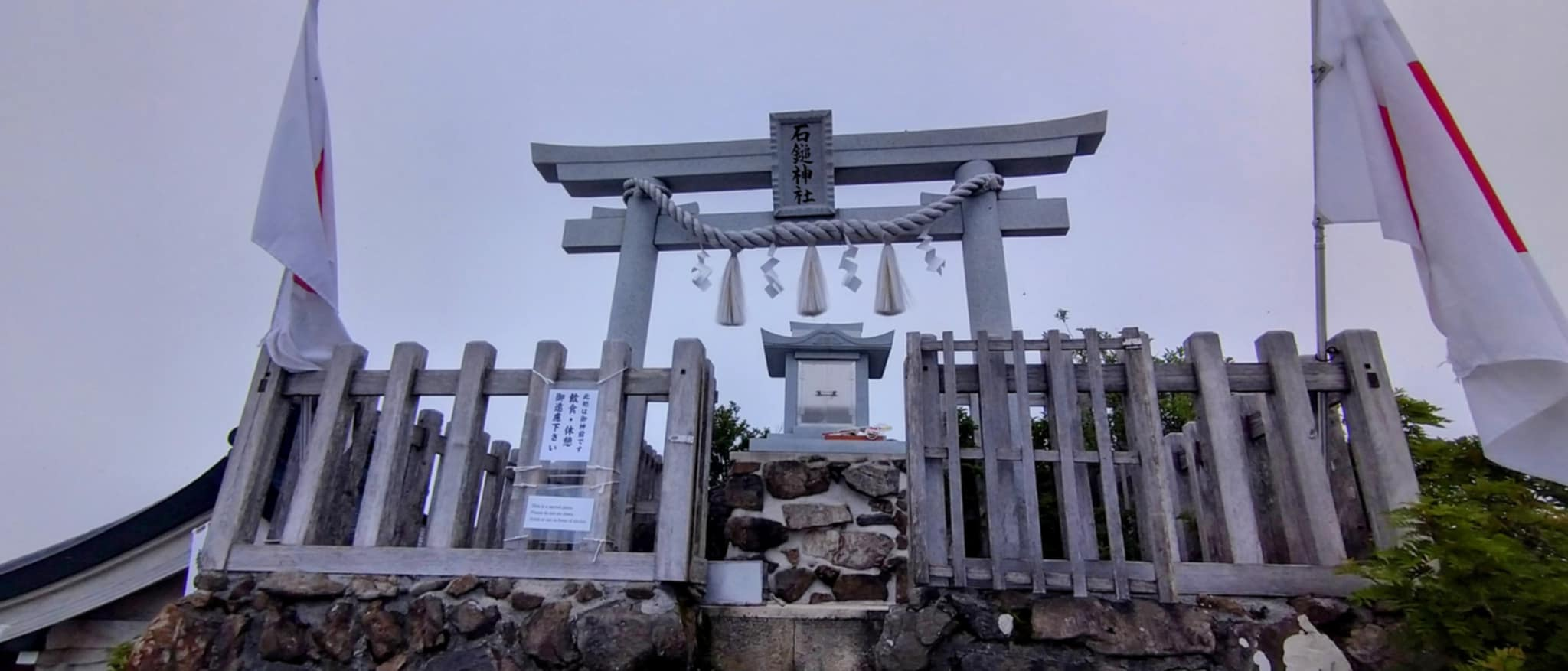
石鎚山弥山頂上

江戸時代初期には信者の増加に伴い、前神寺は麓に出張所を設置してからは常住の本寺を奥前神寺、麓の出張所を里前神寺と呼ぶようになった。その後、本寺機能は里に移っていった。そして、別当職や奥前神寺の地所をめぐって西条藩領の前神寺と小松藩領の横峰寺との間に紛争が起こった。古来、石鈇山蔵王権現別当は前神寺が専称していたのに対し、1729年（享保14年）に横峰寺が「石鈇山蔵王権現別當横峰寺」の印形を使用したのが発端であるとされ、双方が京都の御所に出訴するに至った。そこで、地所は小松藩領の千足山村、管理権と「石鈇山蔵王権現別當」の専称は前神寺とし、奥前神寺は常住社と名称変更され、横峰寺は「佛光山石鈇社別當」と称するとの裁決が下された。

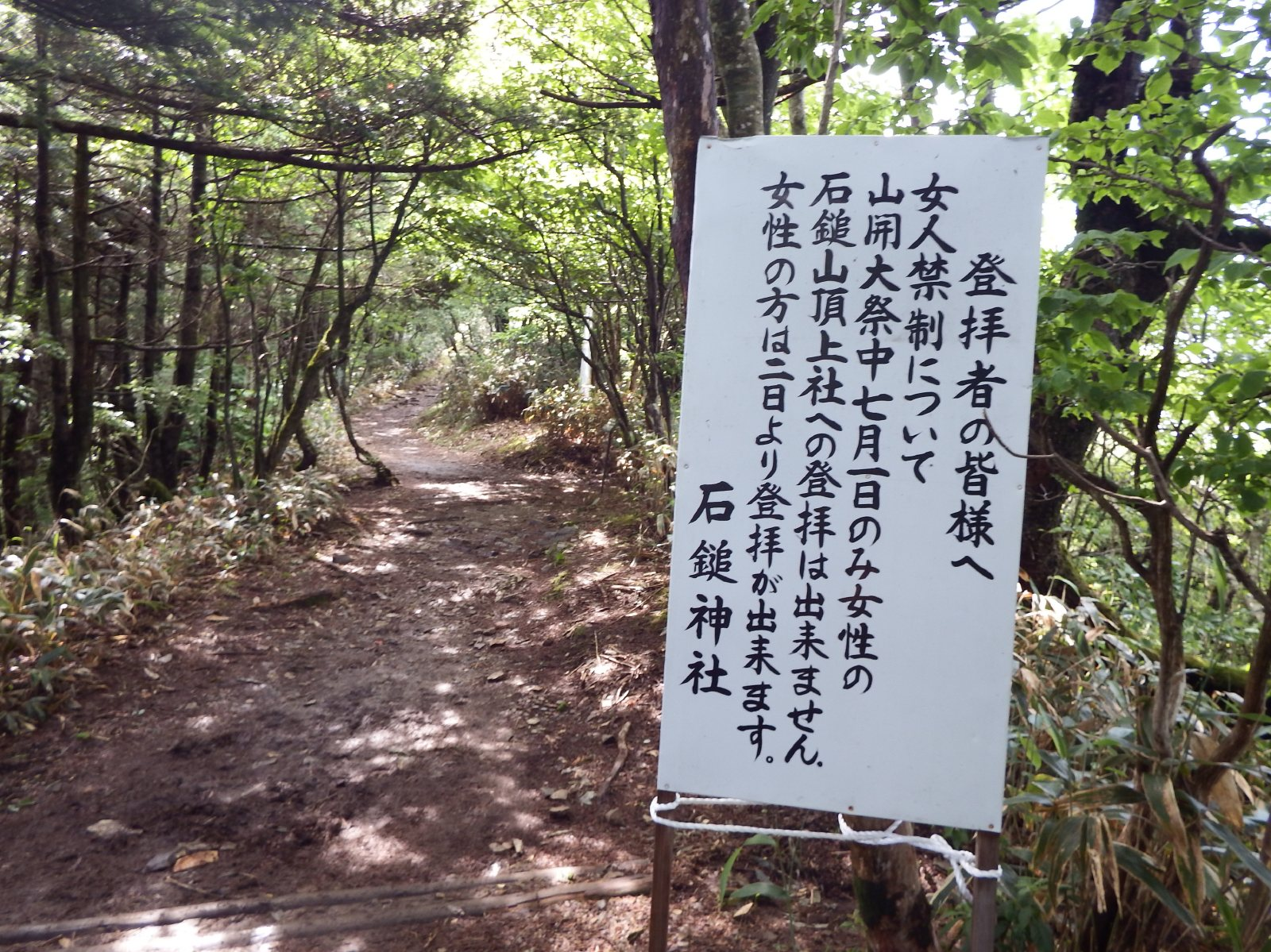
女人禁制の看板

1871年（明治4年）の神仏分離により、石鈇蔵王権現は石土毘古命となり前神寺の寺地は全て石鉄神社に、前神寺は廃寺に、横峰寺は横峰社となった。両寺はその後すぐに復興し真言宗に所属することとなった。1902年（明治35年）に石鉄神社から石鎚神社に変更が決定され、石鎚毘古命（石鎚大神）、石鎚山となる。そして明治時代中期以降は石鎚神社、前神寺、横峰寺はさらに多くの信者を集めるに至った。
毎年、7月1日から10日までの間に「お山開き」の神事が執り行われ、多くの信者が参拝登山に訪れる。古くからお山開きの期間中は女人禁制とされてきたが、現在では7月1日だけが女人禁制となった。当日は女性は成就社まで、また土小屋遥拝殿までで山頂まで登る事が出来ない。

## 登山

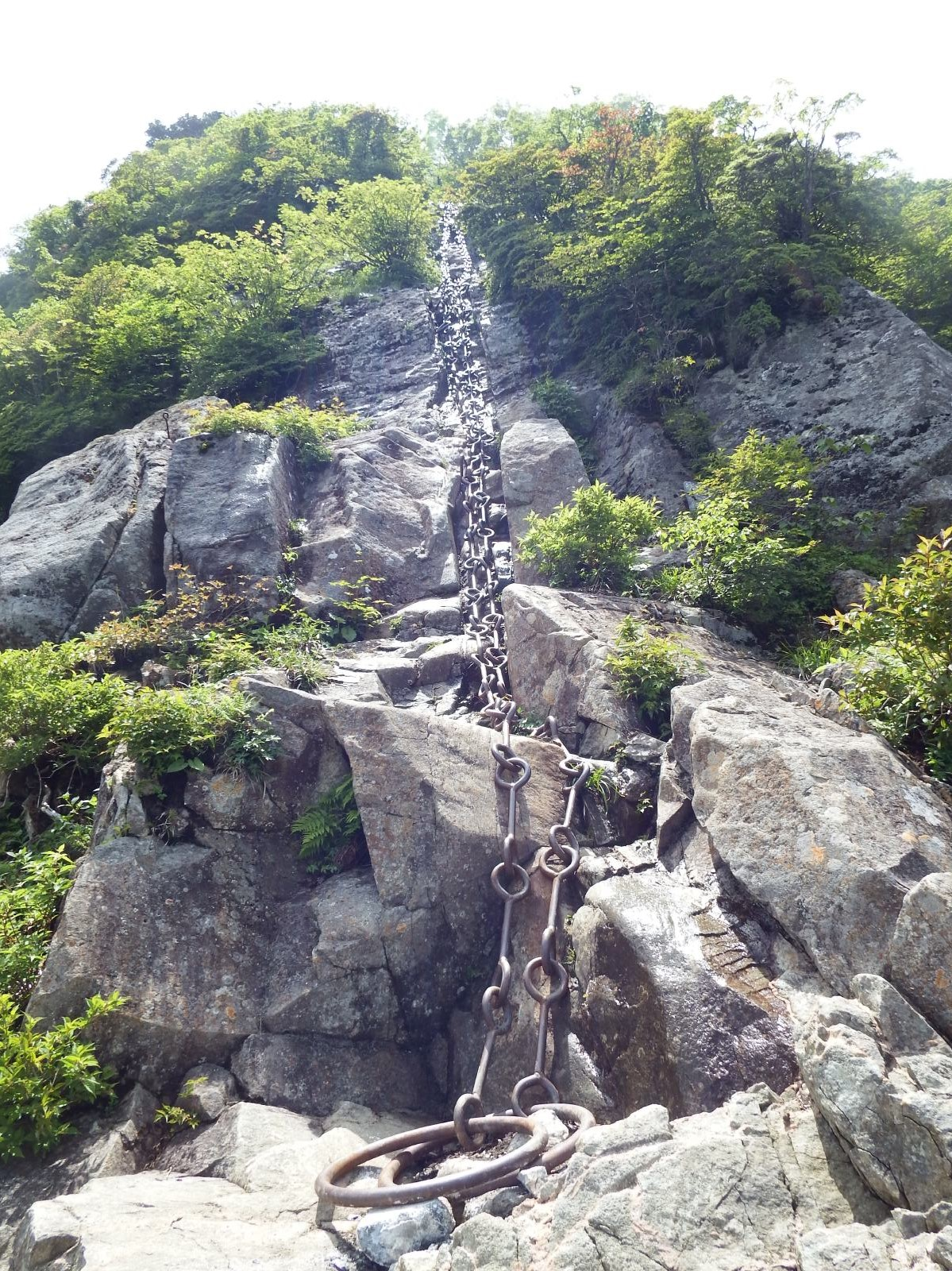
三の鎖（上り）

石鎚山の頂は、通常は天狗岳のことを指すが、弥山から天狗岳までが岩場であることや、天狗岳に多人数がとどまれるスペースがないこともあり、天狗岳直前（約200m手前）の弥山までの登山者も多い。弥山には石鎚神社の鎮座のほか山頂小屋がある。
弥山まで3箇所の鎖場があり、下から「一の鎖」（33メートル）、「二の鎖」（65メートル）、最後は「三の鎖」（67メートル）と続くが迂回路もある。「一の鎖」の手前に前社ヶ森（1,592 m）の岩峰にかかる「試しの鎖」（74メートル）があり、これが最も急勾配である。弥山への鎖は近世頃より掛けられたとされ、1779年（安永8年）に鎖が切れ、翌1780年（安永9年）に鎖の掛け替えを行ったとする記録である『石鉄山弥山鎖筋之覚』が前神寺旧記に残されている。山頂からは瀬戸内海、および土佐湾、見通しのよい日には大山を始めとする中国山地、九州の九重連山まで望むことができる。
主な登山コースは、石鎚登山ロープウェイ使用の成就社コース、石鎚スカイラインまたは瓶ガ森林道を使用の土小屋コース、面河渓谷コースの3つが一般的であるが、ロープウェイを使わないコースとして西ノ川登山口から夜明かし峠に至るコースや、今宮道から成就社に至るコースもある。成就からの登山道が表参道、面河からが裏参道と呼ばれる。西ノ川登山口からのコースで毎年遭難騒ぎが起きているので不十分な用意は禁物である。天狗岳直下には傾斜が強くオーバーハングした北壁が落ちており、四国一といってもよいロッククライミングのフィールドを提供している。南西斜面の中の沢・南沢は沢登りのルートとして知られる。なお、堂ヶ森から二ノ森経由で石鎚山に至る石鎚山脈主線縦走ルートもある。
さらに、「石鎚山旧跡三十六王子社」という行場を巡りながらの登拝もあるが経験者の案内のもとに行かないと行き着けない。なお、年に一度秋に石鎚神社が登拝会を催行している。

## 競技での利用
- 石鎚山ヒルクライム（いしづちざんヒルクライム）

山麓にある石鎚スカイラインで毎年9月下旬に開催される自転車競技（ロードレース、2ヒート制ヒルクライムレース）である。地元自治体・観光団体やメディアなどによって構成する「石鎚山ヒルクライム実行委員会」が主催している。
競技区間の全長は18.4 km（第1区間11.0 km、第2区間7.4 kmで、移動区間3.7 kmは計測なし）、スタートとゴールの標高差920 m、平均勾配は6.0%である。

## ギャラリー

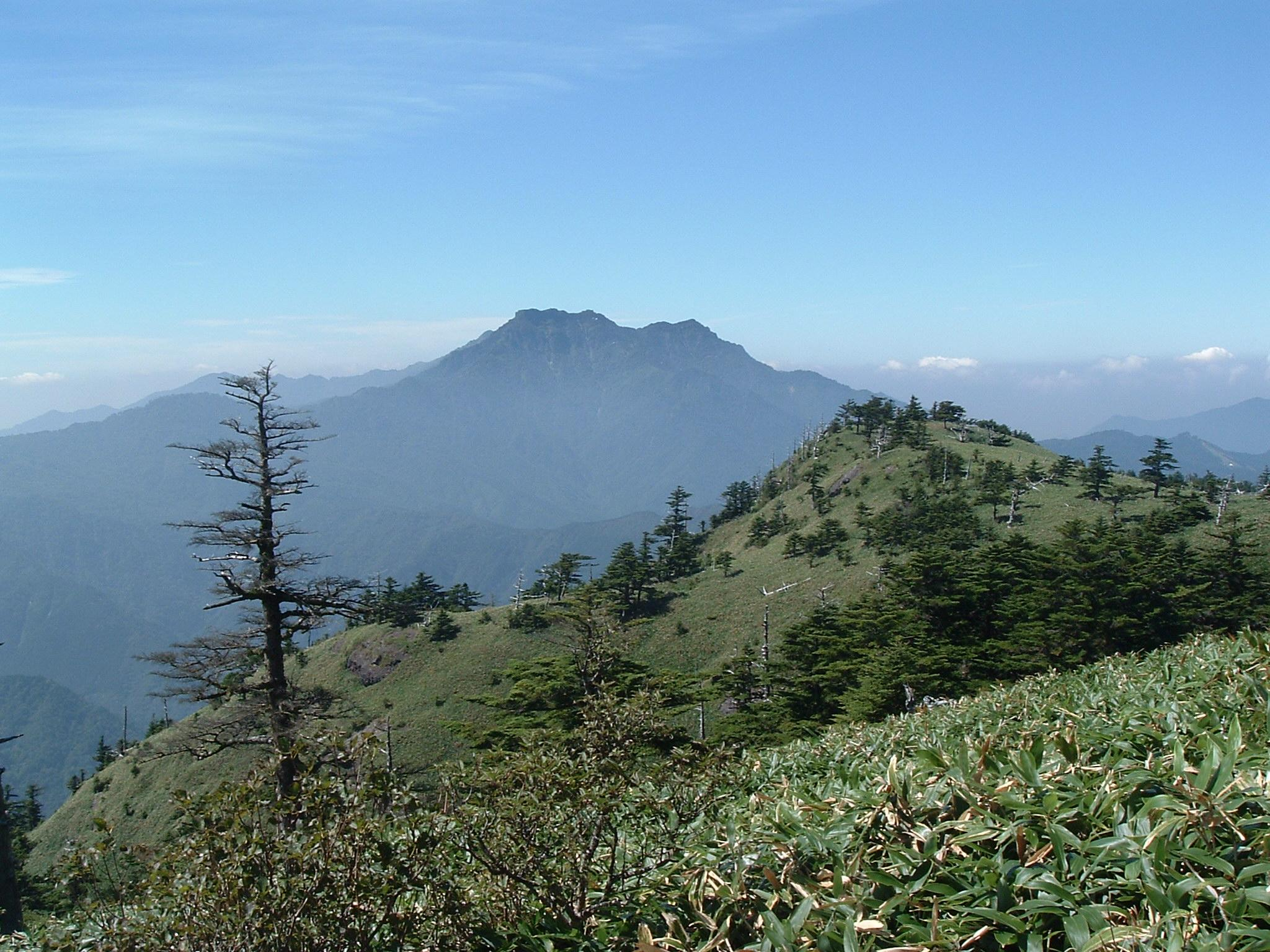
瓶ヶ森登山道から望む
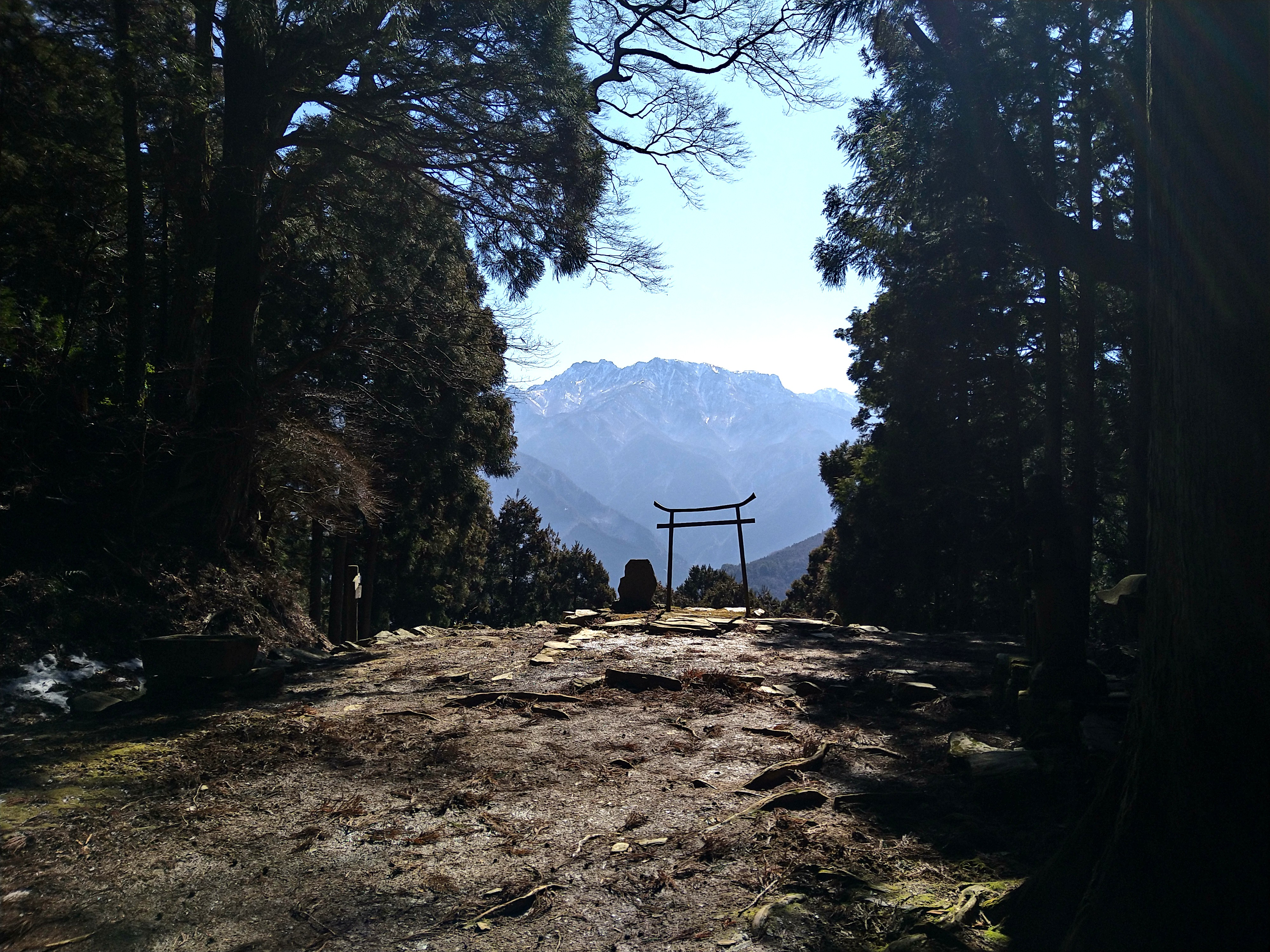
横峰寺奥ノ院 西ノ遥拝所星ヶ森
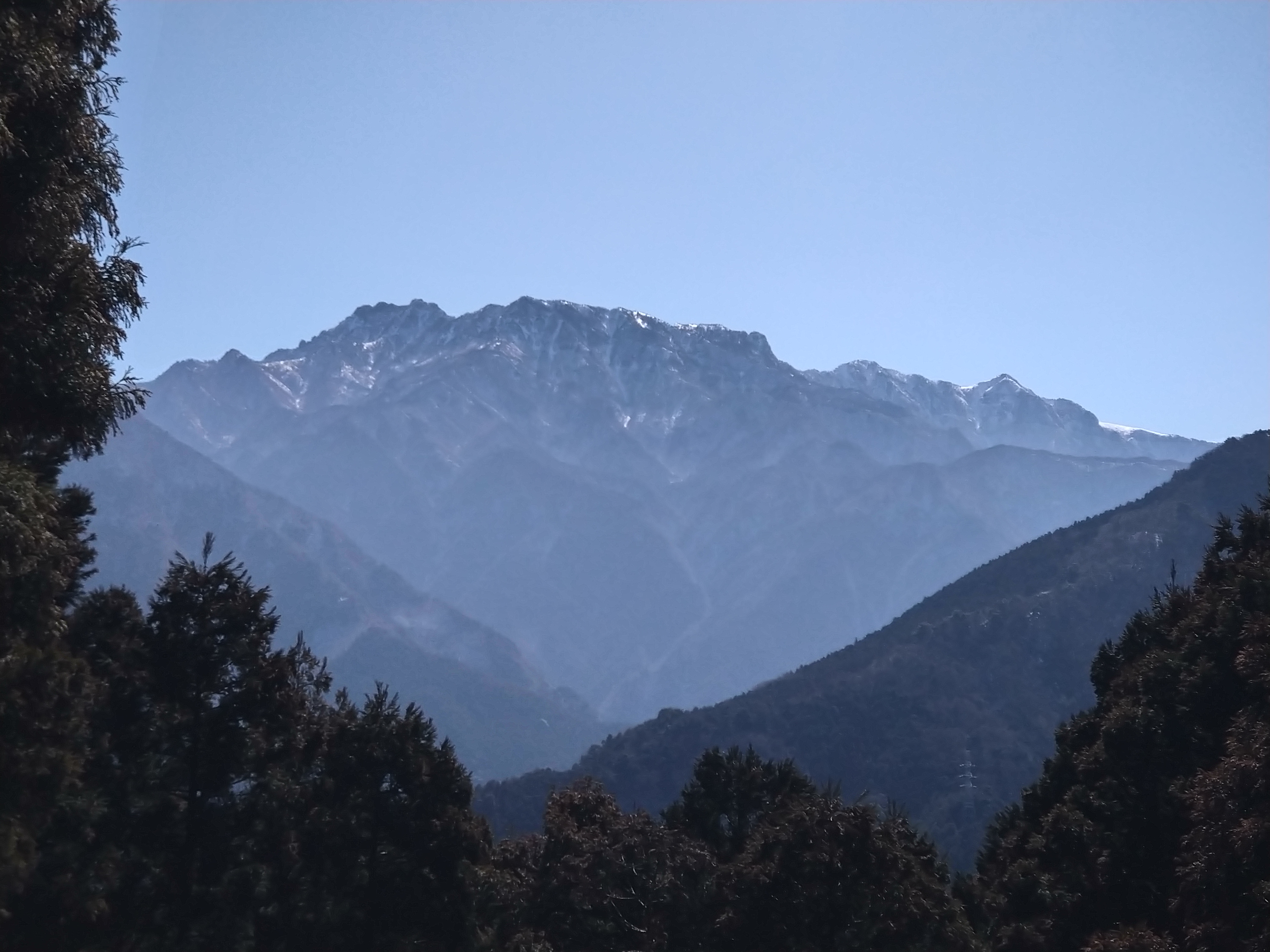
その星ヶ森より
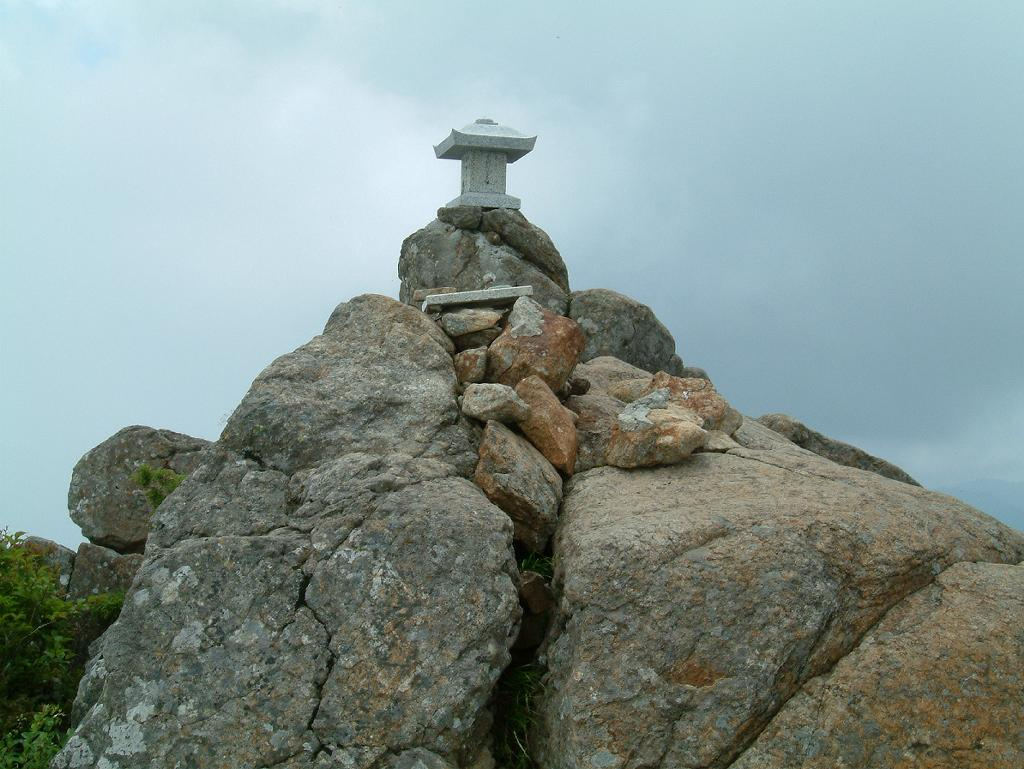
最高地点の天狗嶽
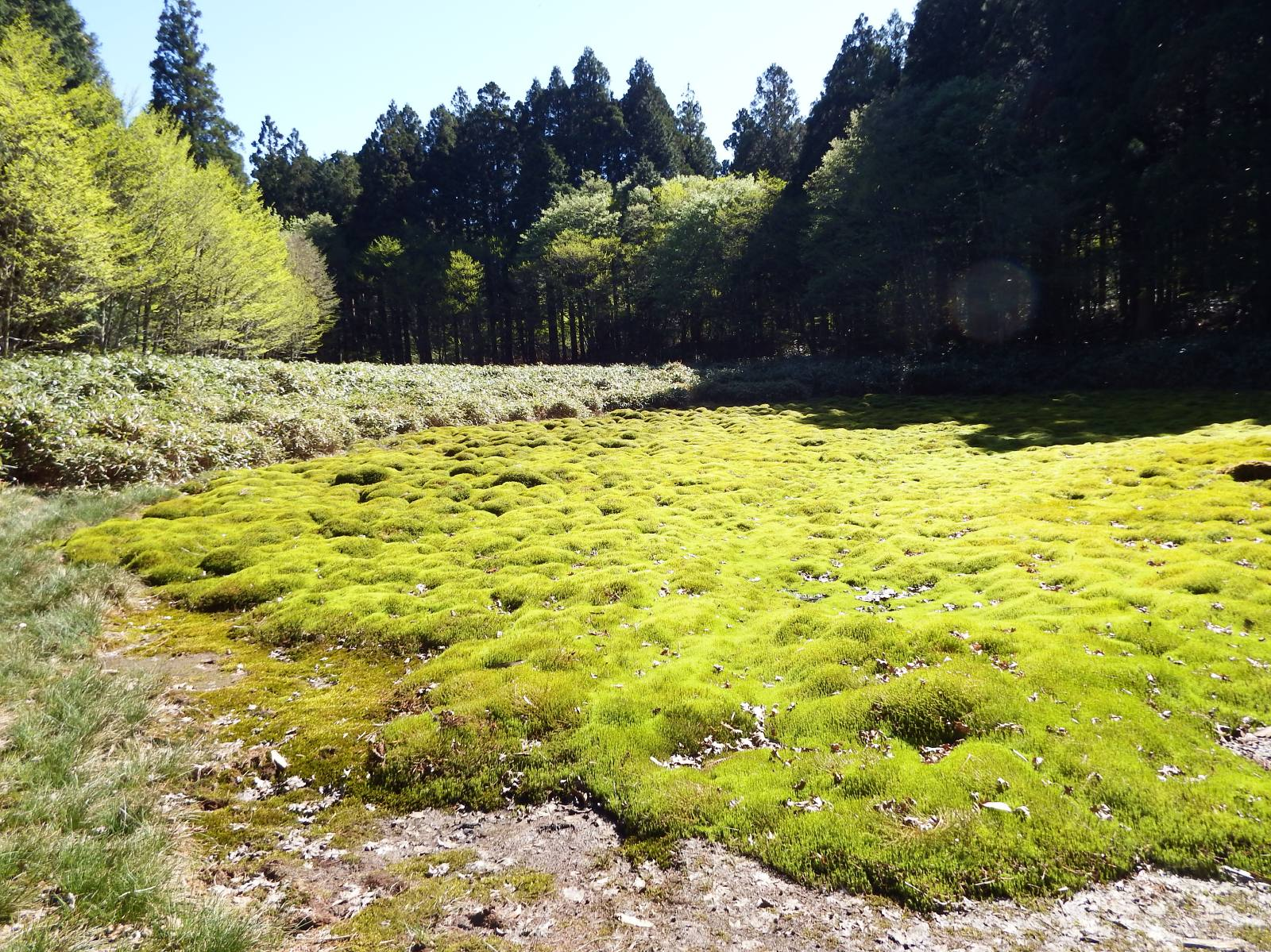
「神の庭」笹倉湿原（さぞうしつげん）
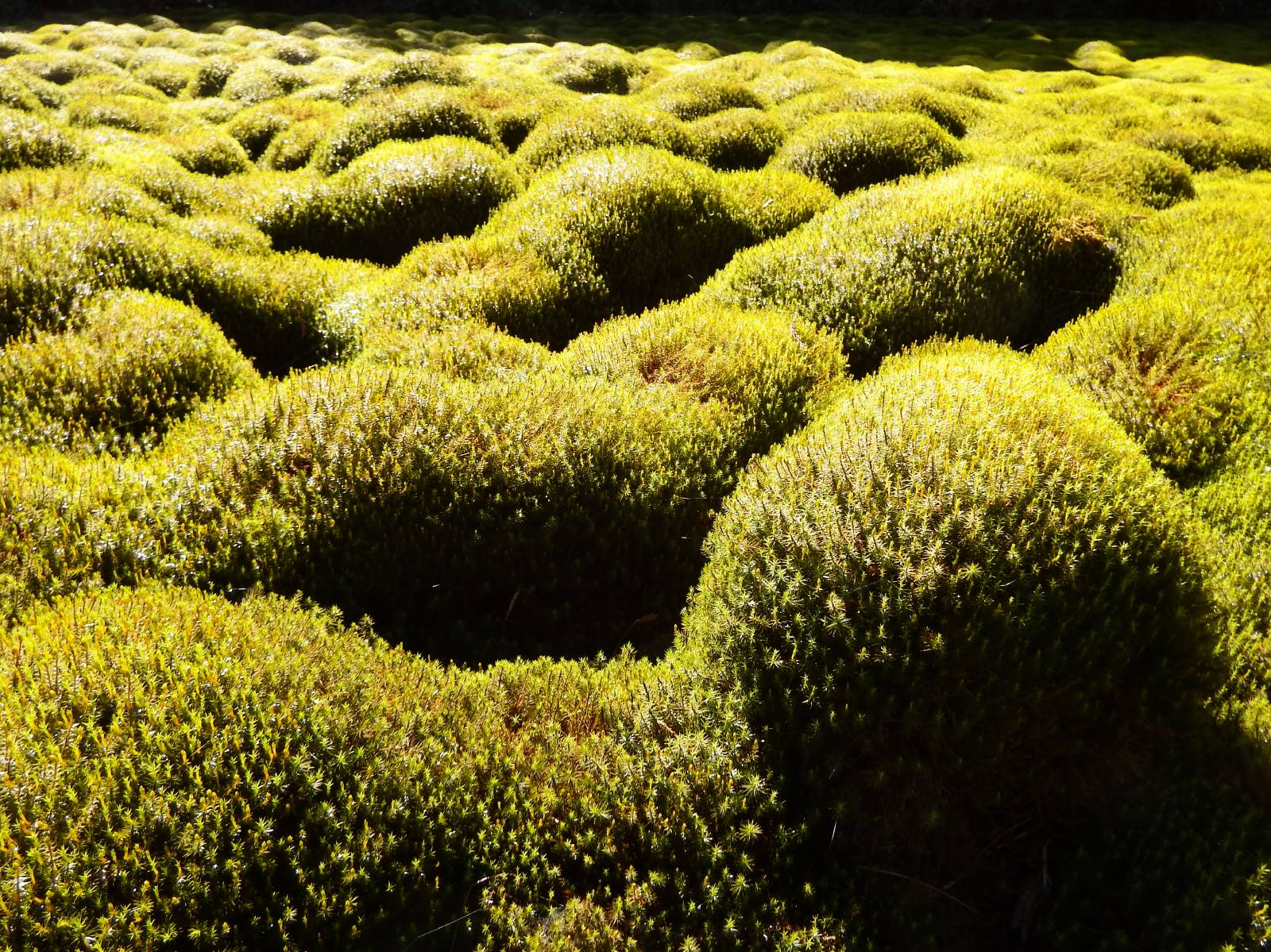
笹倉湿原はウマスギゴケの群生地
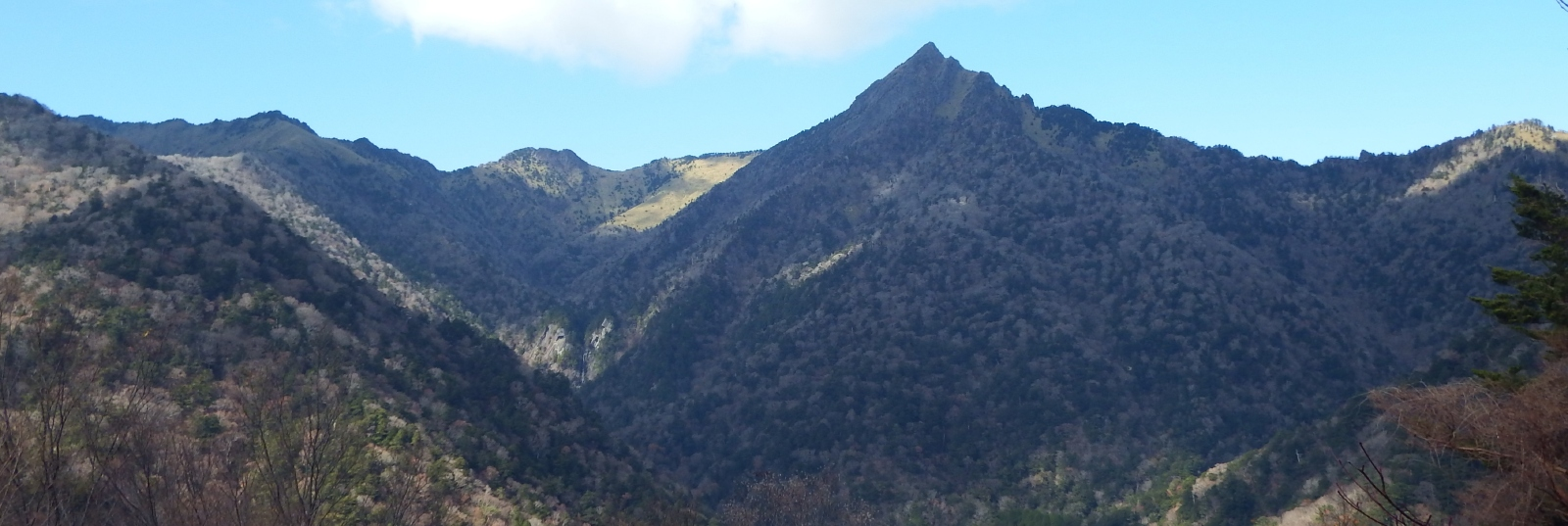
石鎚スカイラインから御来光の滝と当山
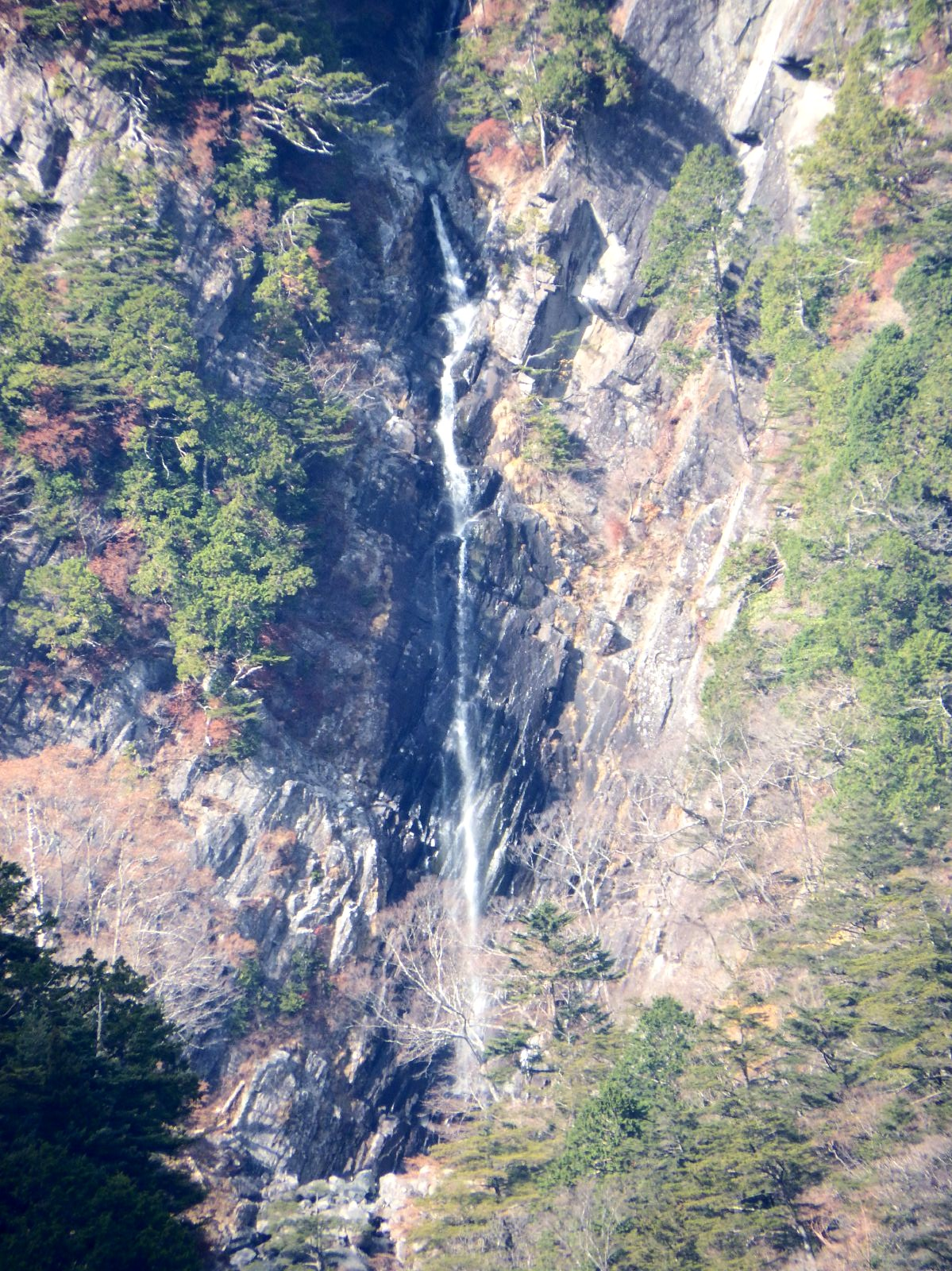
御来光の滝
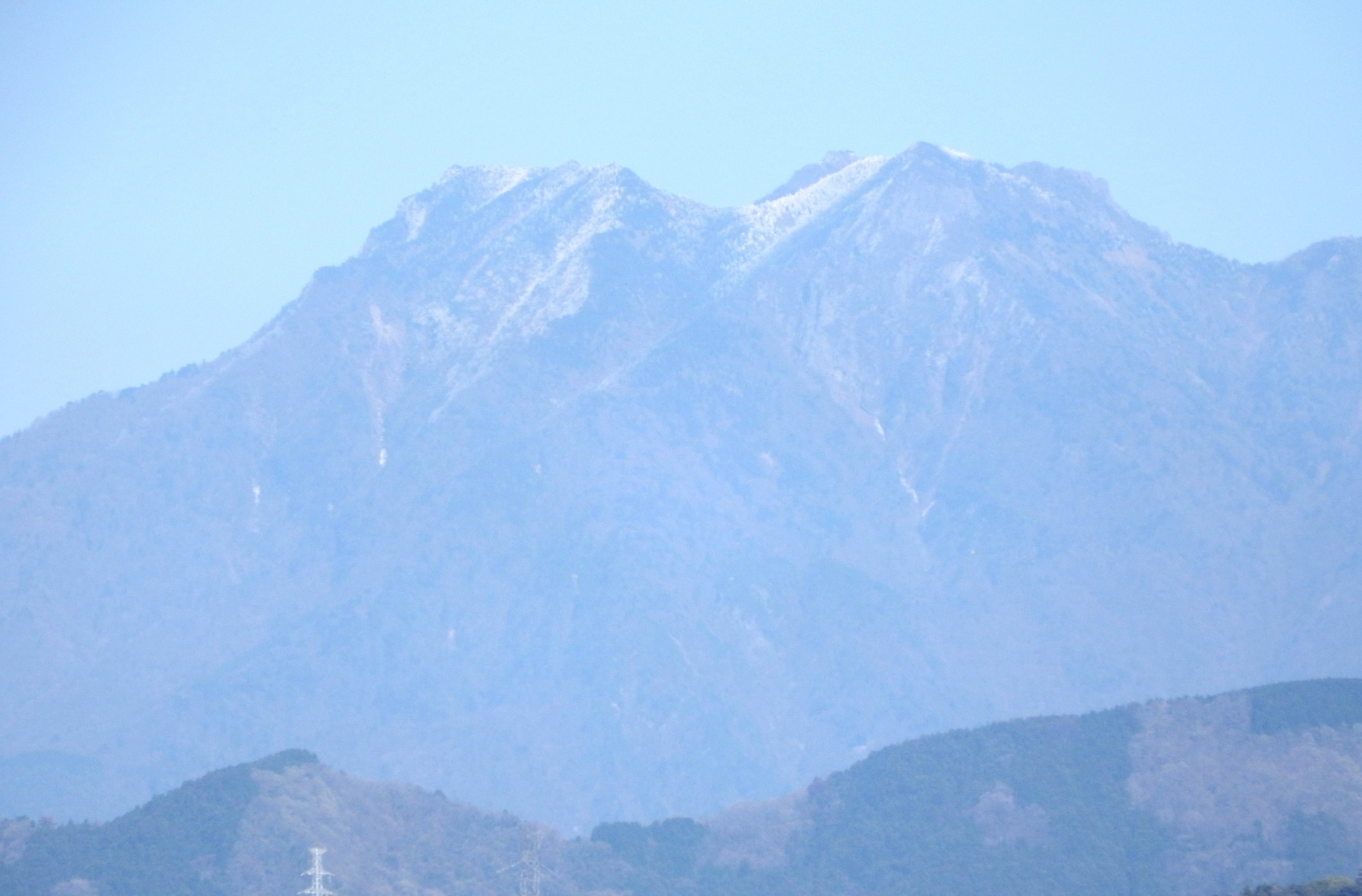
西から臨む
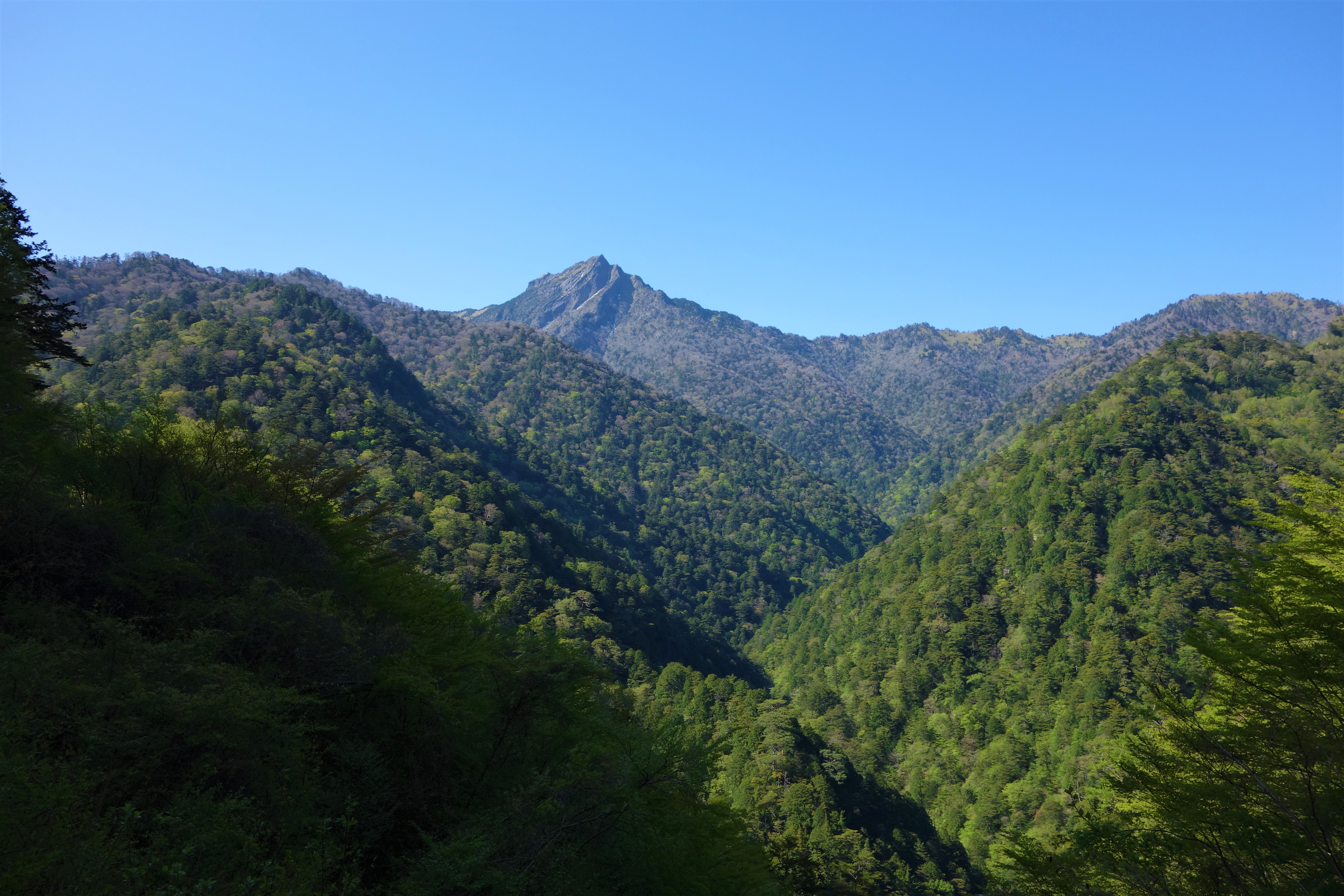
石鎚スカイラインからの石鎚山
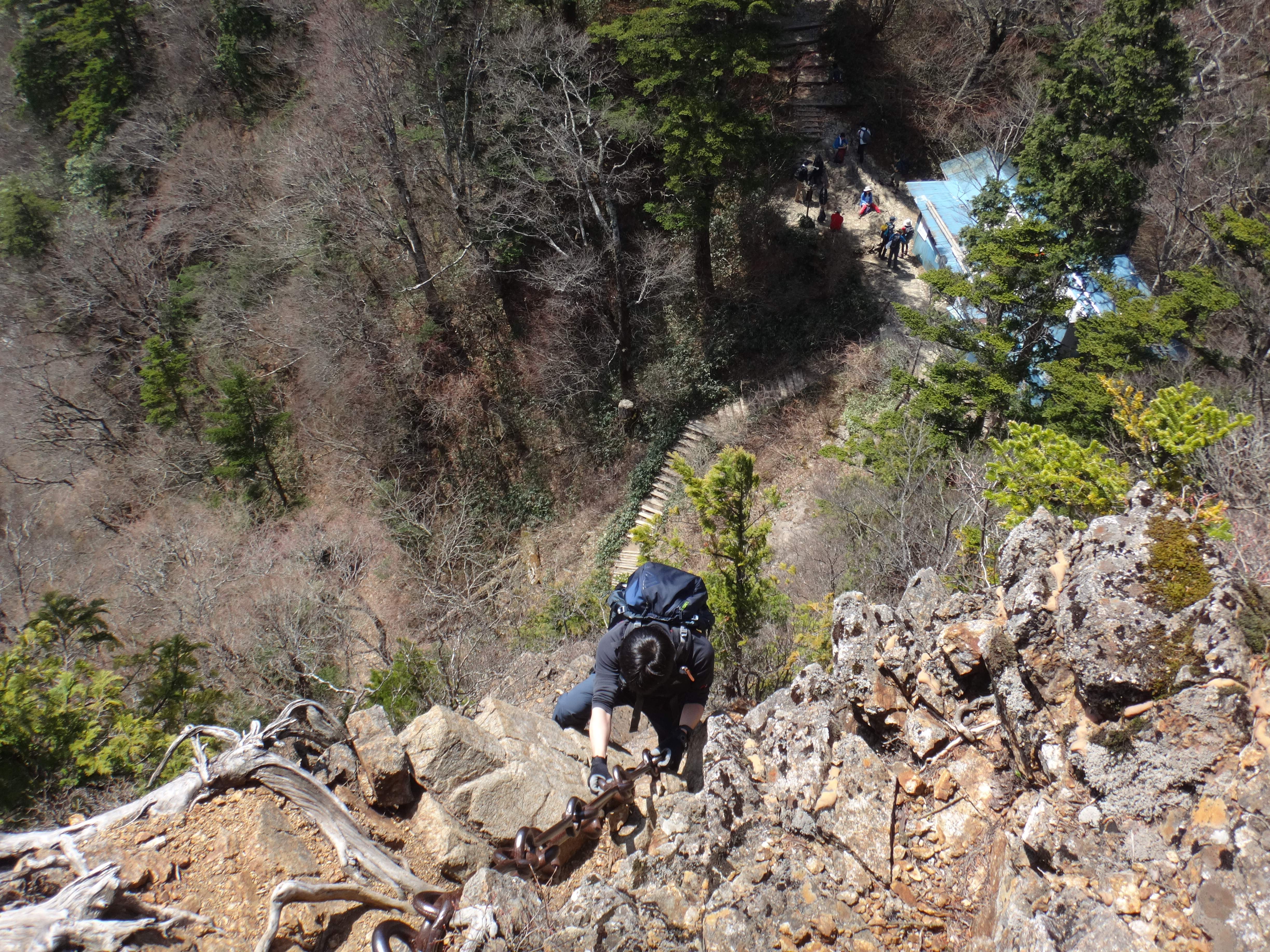
前社ヶ森の試し鎖
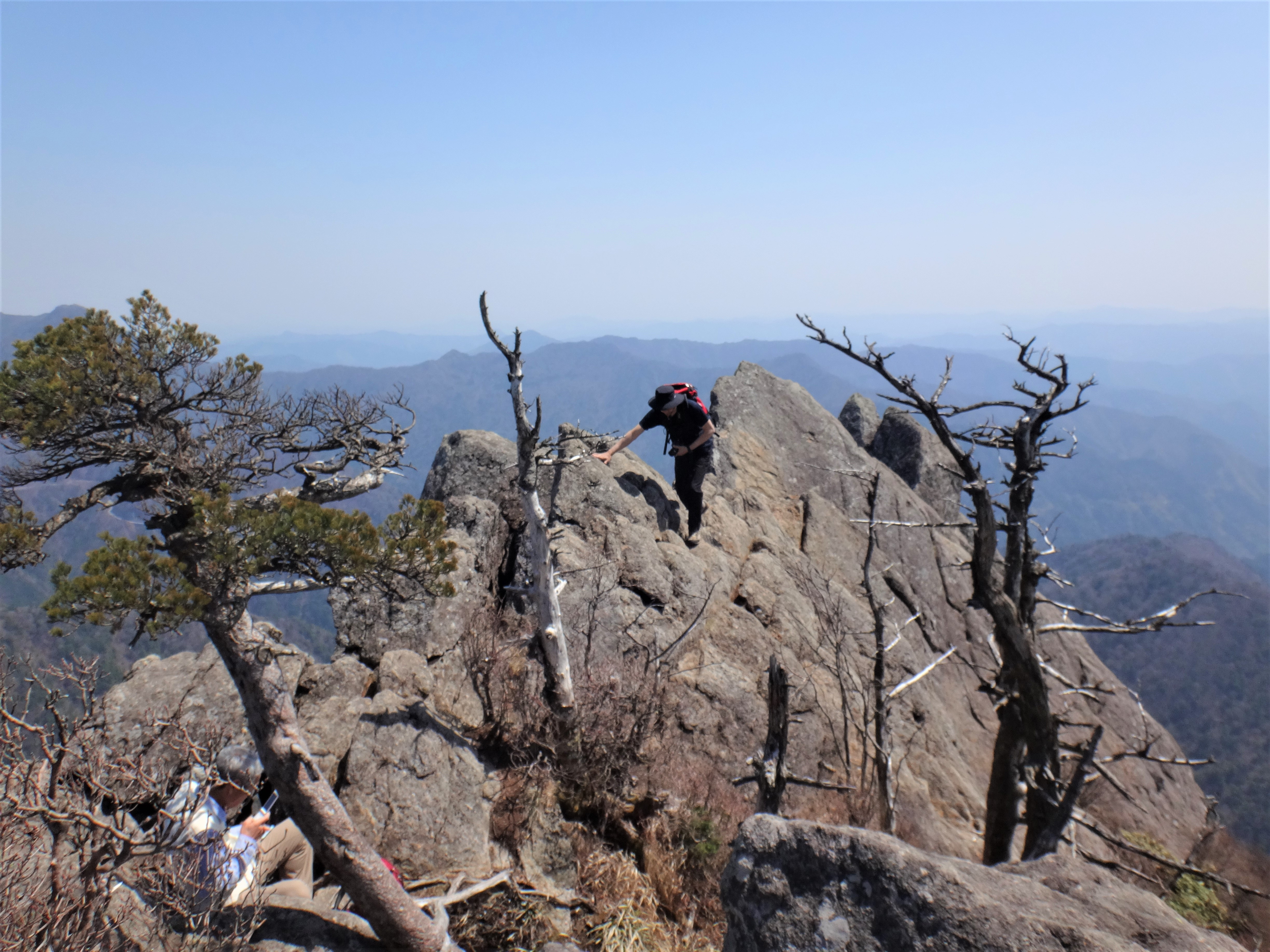
南尖峰

## 周辺の山々
```
堂ヶ森
━
二ノ森
━石鎚山━
岩黒山
━子持権現山━
瓶ヶ森
━
西黒森
━
伊予富士
━
寒風山
━
笹ヶ峰
━
ちち山

　　　　　　　　　　　　　┃
　　　　　　　　　　　　
筒上山
━
手箱山
```

## 文学・メディア
- 2000年（平成12年） 「小説：永遠の仔（天童荒太著）」 2000年第2クールドラマ／読売テレビ・日本テレビ系放送
- （番外）2006年（平成18年）7月 「日本の名峰50  第4位」 NHK